# Короб
Короб, коробья — традиционный русский ящик или контейнер для хранения вещей, аналог сундука. 

## Описание
В отличие от сундука, который представлял собой капитальный предмет, изготовлявшийся из дерева с металлическими элементами или целиком из металла, и требовавший значительных затрат ручного труда мастера, чаще всего профессионала, короб отличался большей технологической простотой и использованием более легких и дешёвых материалов. Тем не менее, в силу местных диалектных различий, разница между сундуками и коробами порой размывалась. Короба были обычным предметом в крестьянском обиходе едва ли не вплоть до коллективизации (рубежа 1930-х годов). 
От слова «короб» произошло современное русское слово коробка, которое не только в языковом отношении является продолжением короба, но и функционально заменяет его в современном быту.
Форма ко́робы, ко́робов – применительно к технической сфере. Например, пластиковые ко́робы. Данная форма появилась приблизительно в конце 20 - в начале 21 века.
На донце короба из Вологды, найденного в слое 16 века, написано «у коробех», то есть «в коробах». Надпись на донце признана вологодской берестяной грамотой № 3. В новгородских берестяных грамотах неоднократно встречается слово «коробья», как мера ржи.

## Пословицы  про короб
- «Из короба не лезет, а в короб не пустит»
- «Носи да наблюдай, да в коробейку запирай»